# دیک شاون
دیک شاون (انگلیسی: Dick Shawn; ۱ دسامبر ۱۹۲۳ – ۱۷ آوریل ۱۹۸۷) یک هنرپیشه اهل ایالات متحده آمریکا بود. وی بین سال‌های ۱۹۵۶ تا ۱۹۸۷ میلادی فعالیت می‌کرد.

## گزیده فیلمشناسی
از فیلم‌ها یا برنامه‌های تلویزیونی که وی در آن نقش داشته‌است می‌توان به آثار زیر اشاره کرد.
- دنیای دیوانه، دیوانه، دیوانه، دیوانه (۱۹۶۳)
- پنلوپه (۱۹۶۸)
- تهیه‌کنندگان (۱۹۶۸)
- پایان خوش (۱۹۶۹)
- فرشته (۱۹۸۴)
- آب (۱۹۸۵)
- آبجو (۱۹۸۵)
- کاپیتان ئی‌او (۱۹۸۶)